# Maundia
Maundia là một chi thực vật một lá mầm alismatid, được mô tả năm 1858. Maundia trước đây được đưa vào họ Juncaginaceae nhưng hiện nay được coi là tạo thành một họ riêng dưới tên Maundiaceae .   Nó chỉ chứa một loài Maundia triglochinoides, loài đặc hữu của Úc (Bang Queensland và New South Wales ).